# 송림고등학교
송림고등학교(松林高等學校)는 대한민국 경기도 성남시 분당구 이매동에 있는 사립 고등학교이다.

## 학교 연혁
- 1970년 3월 28일 : 학교법인 용녀학원 설립 추진위원회 발족(위원 유용선, 박용규, 박형규)
- 1973년 4월 1일 : 성남시 하대원동에 학교부지 8,882m2 구입
- 1977년 4월 30일 : 학교법인 용녀학원 설립인가(초대 박형규 이사장 취임)
- 1979년 1월 21일 : 성도고등학교 설립인가(학년당 3학급, 전체 9학급)
- 1980년 3월 2일 : 성도고등학교 개교, 3학급 180명 입학(초대 박용규 목사 교장 취임)
- 1983년 2월 15일 : 성도고등학교 제1회 졸업식(165명)
- 1983년 8월 31일 : 분당구 야탑동 391번지로 교사 이전, 학교부지 36,117m2
- 1985년 3월 1일 : 법인명 및 교명을 학교법인 운숙학원, 송림고등학교로 변경
- 2001년 9월 26일 : 분당구 이매동 378번지로 교사 이전
- 2015년 3월 2일 : 2015학년도 교육과정 클러스터 운영 학교 지정
- 2019년 3월 1일 : 송림고등학교 제11대 한영준 교장 취임
- 2022년 1월 5일 : 송림고등학교 제40회 졸업식(졸업생 256명, 총 졸업생 누계 17,363명)
- 2022년 3월 2일 : 송림고등학교 제42회 입학식(269명)

## 참고 자료
- 송림고등학교 - 한국교육학술정보원 학교알리미